# Dysdera festai
Dysdera festai este o specie de păianjeni din genul Dysdera, familia Dysderidae, descrisă de Lodovico di Caporiacco în anul 1929. Conform Catalogue of Life specia Dysdera festai nu are subspecii cunoscute.